# Song for Whoever
Song for Whoever is een nummer van de Britse band The Beautiful South uit 1989. Het is de derde single van hun debuutalbum Welcome to the Beautiful South.
"Song for Whoever" is een satire over de popindustrie. Het gaat over een cynische singer-songwriter die relaties aangaat met vrouwen omdat hij inspiratie nodig heeft om liefdesliedje te schrijven. Het nummer werd een hit op de Britse eilanden, en in het Duitse en Nederlandse taalgebied. Het haalde de 18e positie in het Verenigd Koninkrijk. In Nederland bleef het nummer echter steken op de 17e positie in de Top 40. De Vlaamse Radio 2 Top 30 werd wel nog net gehaald, daar haalde het de 30e positie.